# Aragoniet
Het mineraal aragoniet is een calciumcarbonaat met chemische formule CaCO3. Het is een metastabiele polymorf van calciet en is daardoor moeilijk te onderscheiden van calciet, omdat de chemische eigenschappen weinig verschillen. Door middel van een kleurtest kan een onderscheid gemaakt worden: met een Feigl-oplossing wordt aragoniet zwart, terwijl calciet kleurloos blijft. Bovendien is aragoniet iets harder dan calciet en kan via een krastest bepaald worden om welk mineraal het gaat. Een derde onderscheidingsmethode is de habitus: aragoniet groeit meestal in naaldvormige kristallen (aciculair), terwijl calciet een bladvormige habitus heeft. Met behulp van poederdiffractie is het verschil wel eenduidig vast te stellen omdat aragoniet een orthorombische structuur heeft en niet een trigonale zoals calciet.

## Voorkomen
Aragoniet wordt steeds gevormd bij lage temperatuur dicht bij het aardoppervlak. Aragoniet wordt gevonden in geisers, warmwaterbronnen, grotten, als oölieten in ondiepe zeeën, in schelpen en in parels.
Vindplaatsen in Europa zijn Aragón (Spanje), Limousis (Frankrijk), Girgenti (Sicilië), Bílina (Bohemen) en Eisenerz (Oostenrijk).

## Galerij

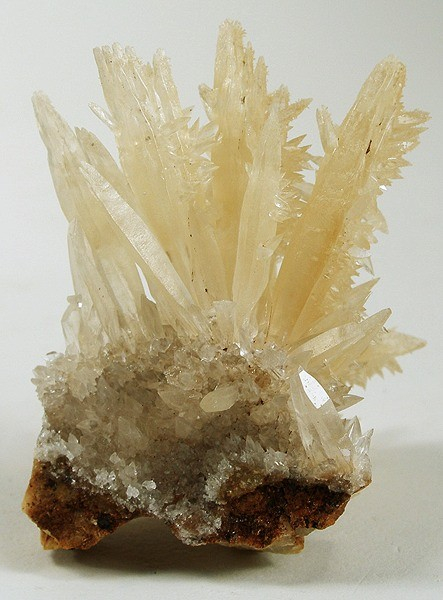
Naaldvormige aragoniet
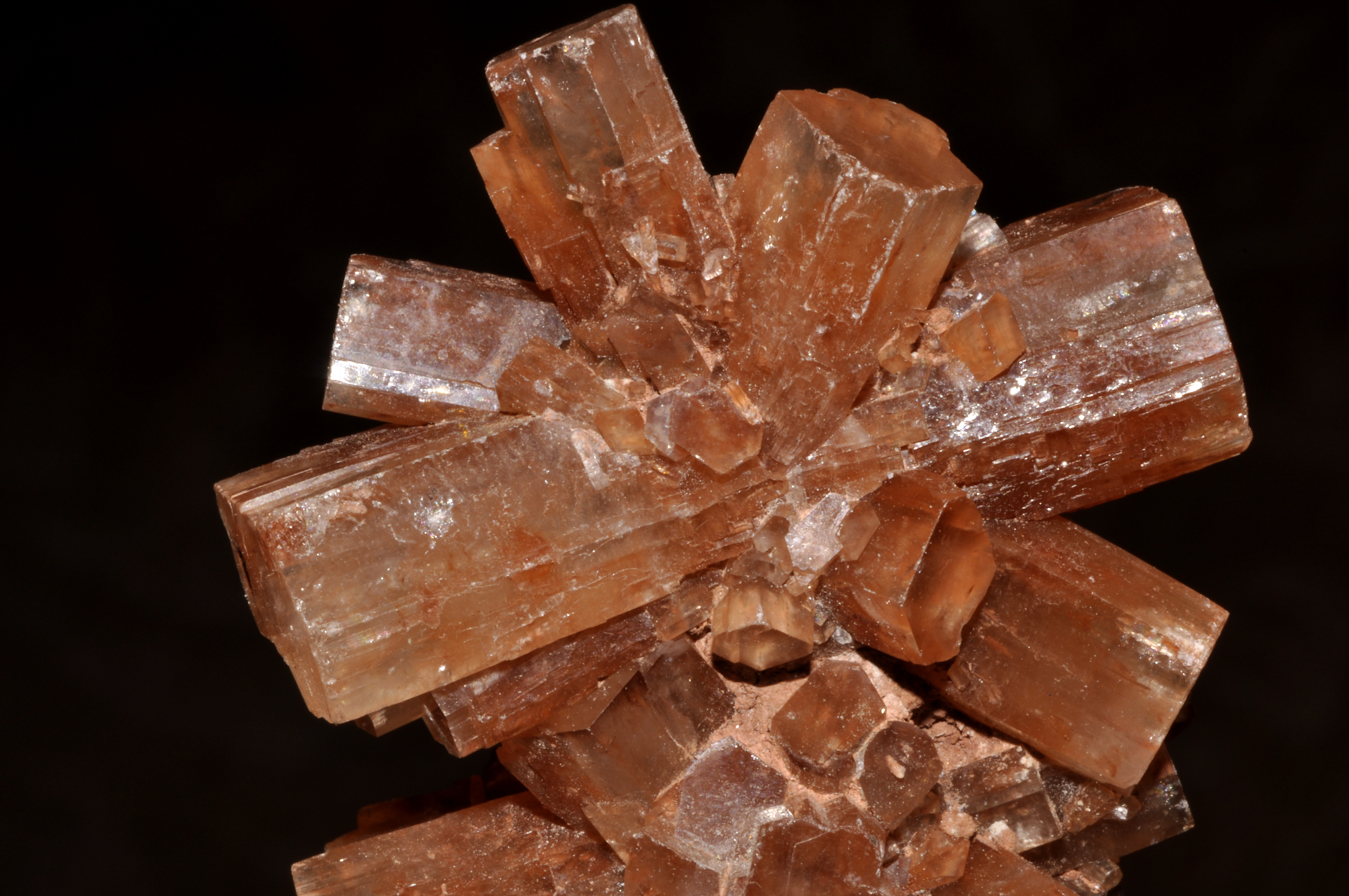
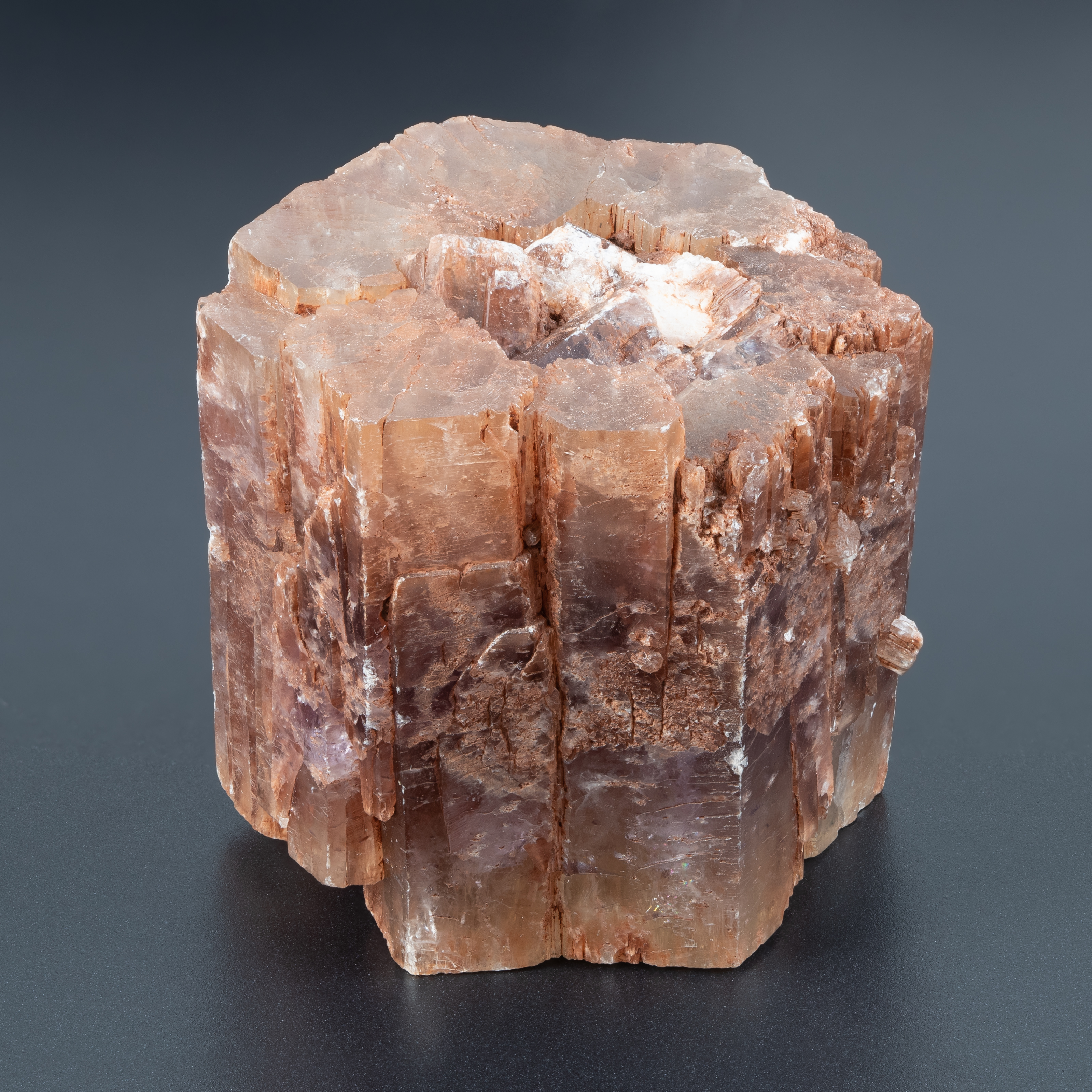
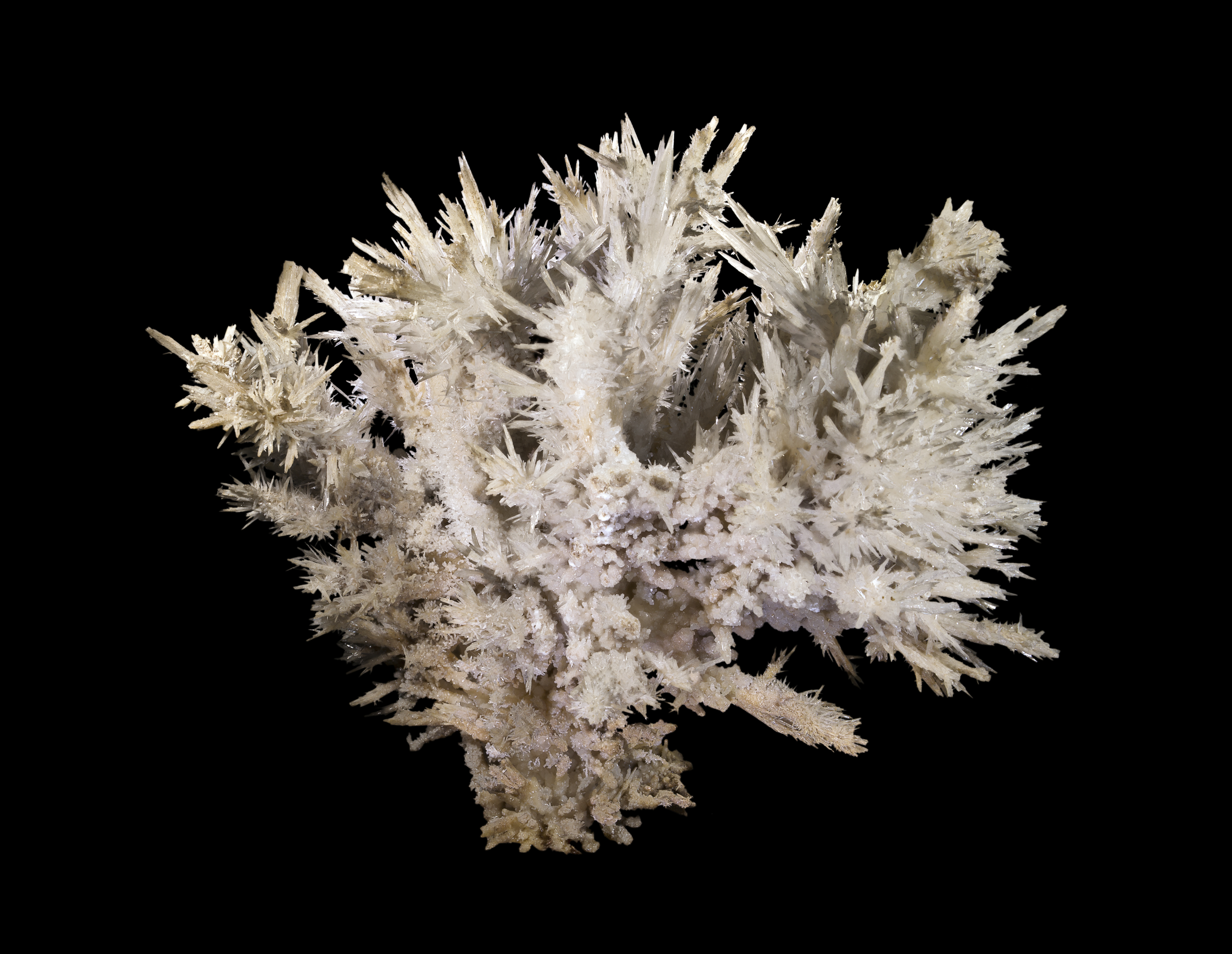
Aragoniet bij daglicht en uv-licht